# 조선프롤레타리아예술가동맹
조선프롤레타리아예술가동맹(에스페란토: Korea Artista Proleta Federacio, 영어: Korean Artist Proletarian Federation) 또는 단순히 통칭 카프(KAPF)는 1925년 8월에 결성된 사회주의 문학단체이다. 계급 의식에 입각한 조직적인 프롤레타리아 문학과 계급혁명운동을 목적으로 삼았다. 대표작가로 최서해, 조명희, 이기영, 한설야 등이 있다.

## 조직과 문학
1925년 카프의 결성과 함께 1934년까지 약 10년간 문단을 풍미한 프로 문학은 정치의식과 계급의식을 내포한 목적의식의 문학이라고 할 수 있다. 프로문학의 구심점(求心點)인 '조선 프롤레타리아 예술가 동맹' 즉 '카프'는 일반적인 문학 단체와는 달리 정치성이 농후한 조직적인 단체로, 프로문학의 정치성은 이 조직에서 비롯되었다. 신경향파 문학과 프로문학이 같은 사회의식에서 출발하면서 서로 구별되는 것은, 전자가 자연 발생적인 막연한 빈궁과 반항의 문학인 데 대하여 후자는 조직적인 정치투쟁을 의식한 목적의식의 문학이란 점이다. 프로문학이 카프의 지도원리에 따라 움직이고, 1926년 기관지 《문예운동》을 통해 조직적인 문학운동을 전개한 것은 프로문학의 정치성을 잘 말해 준다. 또 1927년 박영희가 《문예 운동의 방향전환론》에서 "자연생장적 소설로부터 프롤레타리아의 문예운동은 계급적 혁명을 위한 목적의식을 갖게 되어야 한다"고 주장, 프로문학은 계급투쟁의 한 부문이라 한 것은 프로문학이 목적의식의 문학임을 그대로 보여준 것이다.
따라서 문학이란 독자적 예술의 영역이 아니라 대중에게 계급의식을 계몽·선전하는, 즉 정치운동을 실현하기 위한 수단으로 인정되었다. 1926년 김기진이 《조선지광》에서 "신소설이란 한 개의 건축이다. 기둥도 없이 서까래에 붉은 지붕만 입혀 놓은 건축이 있는가" 라고 하며 프로문학이 너무 형식을 무시하고 정치투쟁의 개념에 몰두한 데 대한 비평을 가했다. 이 때 과격파이던 박영희는 1927년 《투쟁기에 있는 문예비평가의 태도》(《조선지광》)에서 "프로 작품은 군(君)의 말과 같이 독립된 건축물을 만들려는 것이 아니다. … 그것은 큰 기계의 한 치륜(齒輪)인 것"이라고 맹렬한 반박과 공격을 가해 왔다. 이것이 자체 내의 제1차 카프 논쟁인데, 여기서 김기진이 패배했다는 것은 당시 프로문학의 공식주의(公式主義)적 경향을 그대로 반증한 것이다. 또한 이 무렵 윤기정·이북만 등이 목적의식론에 대한 이론을 전개하여 이 시기의 기계주의적 문학관은 절정에 달했다. 이러한 형식을 도외시한 내용 편중의 문학관과 관련하여 1929년에는 프로문학파와 양주동 사이에 내용과 형식의 논쟁이 있었는데, 프로문학의 내용 편중에 대하여 양주동은 예술파적인 입장에서 문학작품은 내용보다 형식미(形式美)가 더 본질적이라는 것을 주장했다.
이러한 과정을 거치는 동안에 프로문학은 작품활동의 강조와 형식의 중요성을 반성하게 되어, 1928년 박영희는 "예술 운동이 대중을 획득하려면 작품 없이는 가능한 일이 아니다"(《최근 문예시감》)라 하여 작품활동을 강조했고, 따라서 작품형식의 문제도 프로문학의 대중화와 관련해서 강조되었다. 1929년 김기진에 의해 제기된 형식론은 그 대표적인 것으로, 프로문학이 계급투쟁을 위해 대중에게 계몽·선전을 하기 위해서는 작품을 일반 하층 서민들이 친근미를 느낄 수 있도록 평이한 문체와 대중적인 문학형식이 요구된다고 하여, 작품의 대중화를 전제로 한 문학형식의 필요성을 밝혔다. 1928년 11월 김기진이 《춘향전》식 가정·통속소설의 형식을 그대로 이용하자고 한 것이 그 예로, 한때 카프 내의 소장파들에 의해 논쟁이 있었는데, 작품 형식은 단순히 평이한 것, 통속적인 것이 아니고 그들의 세계관에 의한 신리얼리즘 수법이며, 이에 부수되는 신형식이어야 한다고 결론을 맺었다.
내용과 형식문제와 관련해서 창작방법에 대한 재검토도 요청되었는데, 1928년 김기진이 《변증법적 사실주의》를 발표한 것을 비롯하여 1932년 이후에는 구소련의 문학론에서 영향받은 사회주의적 리얼리즘론 등으로 발전되었다. 이 창작 방법론에 대한 논의는 김기진·박영희를 비롯하여 신유인의 《창작의 고정화에 대하여》, 백철의 《창작 방법론제》, 임화·안함광(安含光)·김두용·한효(韓曉)의 《사회주의 리얼리즘의 재검토》, 김남천의 《창작 방법의 전환 문제》 외에 많은 사람들이 참가했다. 당시 창작방법을 중심으로 검토된 것은 과거 프로문학의 공식적인 기계주의 문학관에 대한 비판의식에서 대두된 것이며, 또 이것이 동기가 되어 프로문학은 차츰 약화·분열되어 갔다.

## 작품과 작가
1926년 1월 카프의 준기관지로 발간된 《문예운동》은 3호를 내고 폐간되었으나 프로문학 제1기에 있어서 과도기적인 역할을 한 잡지였다. 여기 발표된 김기진의 《본능의 복수》, 이익상의 《위협의 채찍》, 이기영의 《쥐 이야기》, 《팔아먹은 딸》, 최서해의 《의사》(醫師) 등은 아직 신경향파의 자연발생적 요소가 그대로 남아 있고, 1927년 자체 내의 이론 투쟁을 거쳐 박영희의 《문예운동의 방향》이 발표된 이후 목적의식기의 프로문학운동은 그 이론과 함께 작품에도 방향 전환이 반영되었다.
프로문학의 이러한 전환기의 대표적인 작품은 조명희의 《낙동강》(洛東江)이었다. 《낙동강》은 이른바 제2기의 작품으로, 종전의 신경향파 문학이 빈궁에 항거하는 반항적인 특색이 자연발생적인 데 대하여, 이 작품은 그 빈궁의 원인을 민족적·계급적 사정과 환경으로 제시했다. 즉 《낙동강》에서 작가는 낙동강변의 빈궁한 주민의 생활이 자본계급과 일제의 수탈에 의한 것이라 보고, 자각적인 계급의식에 의한 반항을 시도했다. 또 작가는 이 작품에서 목적의식이 투철한 한 주인공을 등장시켜 계급투쟁의 필요성을 설명하고, 구체적으로 중농의 몰락, 소농의 빈농화를 강조했다. 따라서 신경향파 문학에서 자각적인 계급의식을 내세움으로써 목적의식에 입각한 프로문학으로 방향을 전환하는 데 중요한 역할을 했다. 이 작가의 작품으로는 《저기압》(低氣壓, 1926) 《동지》(同志, 1927) 《한여름의 밤》 등이 있으나 역시 《낙동강》이 가장 유명하다. 그 밖에 박영희의 《지옥순례》(地獄巡禮), 이기영의 《천치의 윤리》, 최서해의 《홍염》(紅焰), 《가난한 아내》, 주요섭의 《개밥》, 송영의 《석공조합 대표》(石工組合代表) 등이 있으나 이른바 목적의식기의 작품으로서는 그 이론에 못 미친 작품들이며, 작품으로서의 형상화에도 많은 미숙성이 발견된다.
한편 1929년 문학의 대중화가 강조된 후 1932년까지는 프로문학의 볼셰비키화 과정을 통해 작품활동이 크게 강조된 시기였다. 1929년을 전후해서 발표된 작품으로는 최서해의 《먼동이 틀 때》, 한설야의 《과도기》(過渡期), 이기영의 《고향》(故鄕, 1933), 《서화》(鼠火), 《홍수》(洪水) 등이 당시의 평판을 받은 작품들이다. 한편 시인으로서는 유완희·김창술·홍양명(洪陽明)·임화·박팔양 등이 활동했고, 프로 시로서 평판을 받은 것은 1929년 임화의 《우리 오빠와 화로》가 있을 정도이다. 유완희의 《우리들의 시》(1930), 이북명(李北鳴)의 《질소비료공장》(窒素肥料工場, 1933) 등도 전형적인 프로문학작품이었다. 그러나 1934년 프로문학의 지도적 이론가였던 박영희가 "얻은 것은 이데롤로기요, 잃은 것은 예술이었다"고 자기비판의 결론을 내렸던 것처럼, 당시 프로문학은 대부분 도식적(圖式的)인 목적의식의 선행으로 작가의 창조성을 위축시킨 결과 참다운 작품의 생산이 이룩될 수 없었다.

## 발간 기관지
프로문학기를 통해 무수한 기관지가 발간되었으나 그 중 중요한 것을 들면 다음과 같다.
《문예운동》(文藝運動)
1926년 1월에 창간된 문예지. 프로문학파의 최초의 기관지로 박영희가 주재했다. 창간호에 박영희·김기진·홍명희(洪命憙)·김복진·이상화·조명희·이익상·최학송·이기영 등이 중심이 되어 집필 활동을 했고, 3호까지 발간되었다.
《예술운동》(藝術運動)
1927년 11월 창간된 카프의 본격적인 기관지. 카프 전국대회 후 발간되어, 이른바 제1차 방향전환의 계기를 이루었다. 1928년에 2호까지 나오고 《무산자》(無産者)로 개칭되었다.
《제3전선》(第三戰線)
1927년 2월 도쿄에서 발간한 순문예지. 카프파의 조중곤·김두용·한식·홍효민 등이 1927년 7월 YMCA 회관에서 강연 후 이 잡지를 배부하다가 압수당했다.
《조선지광》(朝鮮之光)
1922년 발간된 종합지. 학술논문 및 문학작품의 발표로 큰 역할을 했다. 《개벽》과 함께 프로문학의 활동무대였고, Ｍ·Ｌ당 기관지로 이성태(李星泰)가 주간.
《조선문예》(朝鮮文藝)
1929년 5월 고병돈(高丙敦)이 발행한 문예지. 박영희 주간으로 카프 준기관지로 2호까지 발행했고, 사상적 근거는 계급주의에 두었다.
《조선문학》(朝鮮文學)
1936년 4월에 창간한 순문예지. 카프 해산 이후 이갑기(李甲基)·한식·한호 등 소장 개량주의파(改良主義派)가 주로 활동했다.

## 중심 인물
- 김기진
- 박영희
- 임화
- 조명희
- 송영
- 심훈